# Клаус Гільгеманн
Клаус Гільгеманн (нім. Klaus Hilgemann; 21 лютого 1918, Штеттін, Німецька імперія — 6 липня 1973, маєток Гернрайт, Міхельдорф, Австрія) — німецький офіцер, доктор ветеринарії, майор вермахту (1944). Кавалер Лицарського хреста Залізного хреста з дубовим листям.

## Біографія
В 1936 році вступив у 78-й піхотний полк. В серпні 1939 року переведений в 464-й піхотний полк. Учасник Французької кампанії. З жовтня 1940 року — командир взводу 13-ї роти 426-го піхотного полку 126-ї піхотної дивізії, з якою взяв участь у Німецько-радянській війні. З серпня 1941 року — командир 13-ї роти 422-го піхотного полку. Відзначився у боях в Дем'янському котлі. З грудня 1942 року — командир 2-го батальйону свого полку, з березня 1943 року — 2-го батальйону 426-го гренадерського полку. В грудні 1944 року відряджений на командні курси. Наприкінці війни командував зведеними частинами в районі Торгау.

## Нагороди
- Залізний хрест
  - 2-го класу (2 серпня 1941)
  - 1-го класу (13 лютого 1942)
- Штурмовий піхотний знак в сріблі
- Медаль «За зимову кампанію на Сході 1941/42» (22 серпня 1942)
- Лицарський хрест Залізного хреста з дубовим листям
  - лицарський хрест (8 жовтня 1942)
  - дубове листя (№641; 29 жовтня 1944)
- Німецький хрест в золоті (28 квітня 1944)
- Дем'янський щит
- Нагрудний знак «За поранення» в чорному
- Нагрудний знак ближнього бою в бронзі